# 옥수수가루

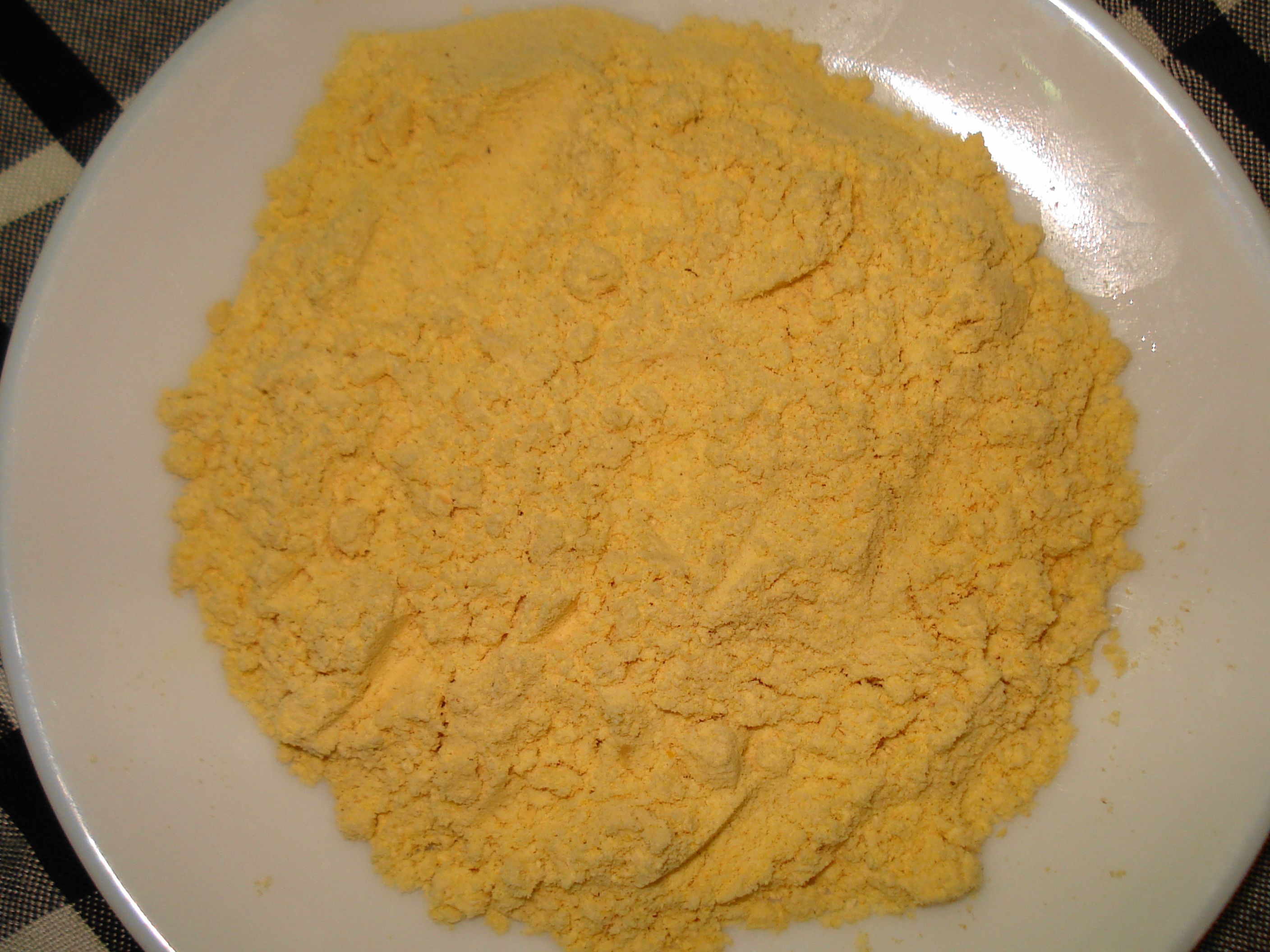
옥수수가루

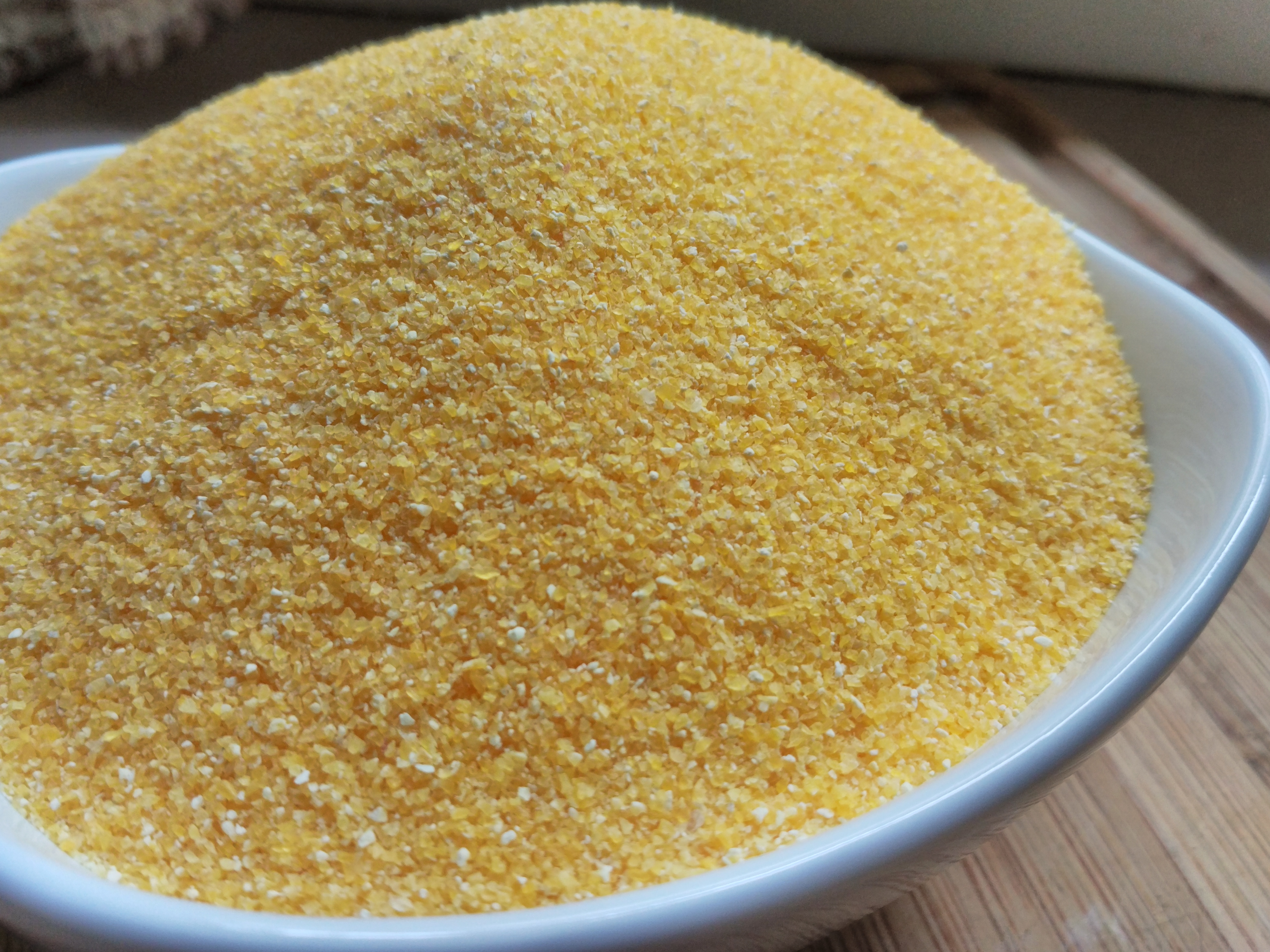
콘밀(굵은 옥수수가루)

옥수수가루(표준어: 옷수숫가루)는 옥수수를 곱게 빻은 가루이다. 굵은 옥수수가루는 콘밀(영어: cornmeal)이라 부르기도 한다.

## 같이 보기
- 마사
- 밀가루
- 쌀가루
- 옥수수 녹말